# Championnat national de tennis des États-Unis 1917
Pour un article plus général, voir US Open de tennis.
Résultats détaillés de l’édition 1917 du championnat de tennis US National.
Le tournoi a été renommé National Patriotic Tournament en support de l'effort de guerre. Aucun trophée ne fut distribué aux vainqueurs et les droits d'entrée furent versés à la Croix-Rouge américaine.

## Palmarès
| Tableau          | Vainqueurs                          | Vainqueurs         | Score              | Finalistes                      | Finalistes |
| ---------------- | ----------------------------------- | ------------------ | ------------------ | ------------------------------- | ---------- |
| Simple dames     | M. Bjurstedt Mallory                | Norvège            | 4-6, 6-0, 6-2      | Marion Vanderhoef               | États-Unis |
| Simple messieurs | Lindley Murray                      | États-Unis         | 5-7, 8-6, 6-3, 6-3 | Nathaniel Niles                 | États-Unis |
| Double dames     | M. Bjurstedt Mallory Eleonora Sears | Norvège États-Unis | 6-2, 6-4           | Phyllis Walsh Grace Moore Leroy | États-Unis |
| Double messieurs | Fred Alexander Harold Throckmorton  | États-Unis         | 11-9 6-4 6-4       | Harry Johnson Irving Wright     | États-Unis |
| Double mixte     | M. Bjurstedt Mallory Irving Wright  | Norvège États-Unis | 10-12, 6-1, 6-3    | Florence Balin Bill Tilden      | États-Unis |

## Simple dames
|  |                   |  |   |   |   |
|  | Finale            |  |   |   |   |
|  |                   |  |   |   |   |
|  |                   |  |   |   |   |
|  | Molla Bjurstedt   |  | 4 | 6 | 6 |
|  | Molla Bjurstedt   |  | 4 | 6 | 6 |
|  | Marion Vanderhoef |  | 6 | 0 | 2 |

## Double dames
|  |                                 |  |   |   |  |
|  | Finale                          |  |   |   |  |
|  |                                 |  |   |   |  |
|  |                                 |  |   |   |  |
|  | Molla Bjurstedt Eleonora Sears  |  | 6 | 6 |  |
|  | Molla Bjurstedt Eleonora Sears  |  | 6 | 6 |  |
|  | Phyllis Walsh Grace Moore Leroy |  | 2 | 4 |  |

## Double mixte
|  |                               |  |    |   |   |
|  | Finale                        |  |    |   |   |
|  |                               |  |    |   |   |
|  |                               |  |    |   |   |
|  | Molla Bjurstedt Irving Wright |  | 10 | 6 | 6 |
|  | Molla Bjurstedt Irving Wright |  | 10 | 6 | 6 |
|  | Florence Ballin Bill Tilden   |  | 12 | 1 | 3 |